# Paulo César Motta
Paulo César Motta Donis (ur. 29 marca 1982 w Gwatemali) – gwatemalski piłkarz grający na pozycji bramkarza.

## Kariera klubowa
Karierę piłkarską Motta rozpoczął w klubie CSD Municipal z miasta Gwatemala. W jego barwach zadebiutował w sezonie 2004/2005 w pierwszej lidze gwatemalskiej. W Municipalu grał do końca 2008 roku. Wraz z tym klubem trzykrotnie wywalczył mistrzostwo fazy Clausura (2005, 2006, 2008) oraz trzykrotnie fazy Apertura (2004, 2005, 2006).
Na początku 2009 roku Motta przeszedł do CD Jalapa (mistrzostwo Clausury 2009), a w połowie tamtego roku odszedł do CD Zacapa. Z kolei w pierwszej połowie 2010 roku grał w CF Universidad de San Carlos. W 2010 roku został piłkarzem Deportivo Mictlán.
| Sezon   | Klub                         | Kraj      | Rozgrywki     | Mecze | Bramki |
| ------- | ---------------------------- | --------- | ------------- | ----- | ------ |
| 2004/05 | CSD Municipal                | Gwatemala | Liga Nacional | 13    | 0      |
| 2005/06 | CSD Municipal                | Gwatemala | Liga Nacional | 9     | 0      |
| 2006/07 | CSD Municipal                | Gwatemala | Liga Nacional | 0     | 0      |
| 2007/08 | CSD Municipal                | Gwatemala | Liga Nacional | 16    | 0      |
| 2008/09 | CSD Municipal                | Gwatemala | Liga Nacional | 4     | 0      |
| 2008/09 | CD Jalapa                    | Gwatemala | Liga Nacional | 4     | 0      |
| 2009/10 | CD Zacapa                    | Gwatemala | Liga Nacional | 18    | 0      |
| 2009/10 | CF Universidad de San Carlos | Gwatemala | Liga Nacional | 21    | 0      |
| 2010/11 | Deportivo Mictlán            | Gwatemala | Liga Nacional |       |        |

## Kariera reprezentacyjna
W reprezentacji Gwatemali Motta zadebiutował 20 sierpnia 2003 w przegranym 0:2 towarzyskim meczu z Ekwadorem. W swojej karierze czterokrotnie był powoływany do kadry na Złoty Puchar CONCACAF. W 2003, 2007 i 2011 roku był rezerwowym bramkarzem i nie wystąpił ani razu. W 2005 roku zagrał w jednym spotkaniu Złotego Pucharu CONCACAF 2005, z Republiką Południowej Afryki (1:1).